# André Bar
André Bar (* 1. September 1935 in Lüttich; † 29. April 2024) war ein belgischer Radrennfahrer und nationaler Meister im Radsport.

## Sportliche Laufbahn
Bar war im Straßenradsport und im Bahnradsport aktiv. Er war Teilnehmer der Olympischen Sommerspiele 1956 in Melbourne. Auf der Bahn wurde Belgien in der Mannschaftsverfolgung mit François De Wagheneire, André Bar, Gustaaf De Smet und Guillaume Van Tongerloo auf dem 5. Rang klassiert.
1955 siegte er in der nationalen Meisterschaft der Amateure in der Einerverfolgung und wurde Militärmeister im Straßenrennen. 1956 gewann er den Verfolgungstitel erneut, 1957 war er hinter José Denoyette Vize-Meister geworden. 1957 holte er Etappensieg im Flèche du Sud. 1959 gewann er die Marokko-Rundfahrt vor Stéphane Lach, 1962 die Tour de l’Oise mit einem Etappensieg vor Horst Oldenburg. Er war von 1960 bis 1964 Berufsfahrer.